# Кашубін Ярослав Ігорович
Ярослав Ігорович Кашубін  — старший матрос Збройних сил України, учасник російсько-української війни, що загинув у ході російського вторгнення в Україну в 2022 році.

## Військова служба
Ярослав Кашубін ніс військову службу на посаді гранатометника десантно-штурмового відділення десантно-штурмового взводу десантно-штурмової роти батальйону морської піхоти миколаївської 36-ї бригади морської піхоти.

## Нагороди
- орден «За мужність» III ступеня (2022, посмертно) — за особисту мужність і самовіддані дії, виявлені у захисті державного суверенітету та територіальної цілісності України, вірність військовій присязі.